# Bisdom Alto Valle del Río Negro

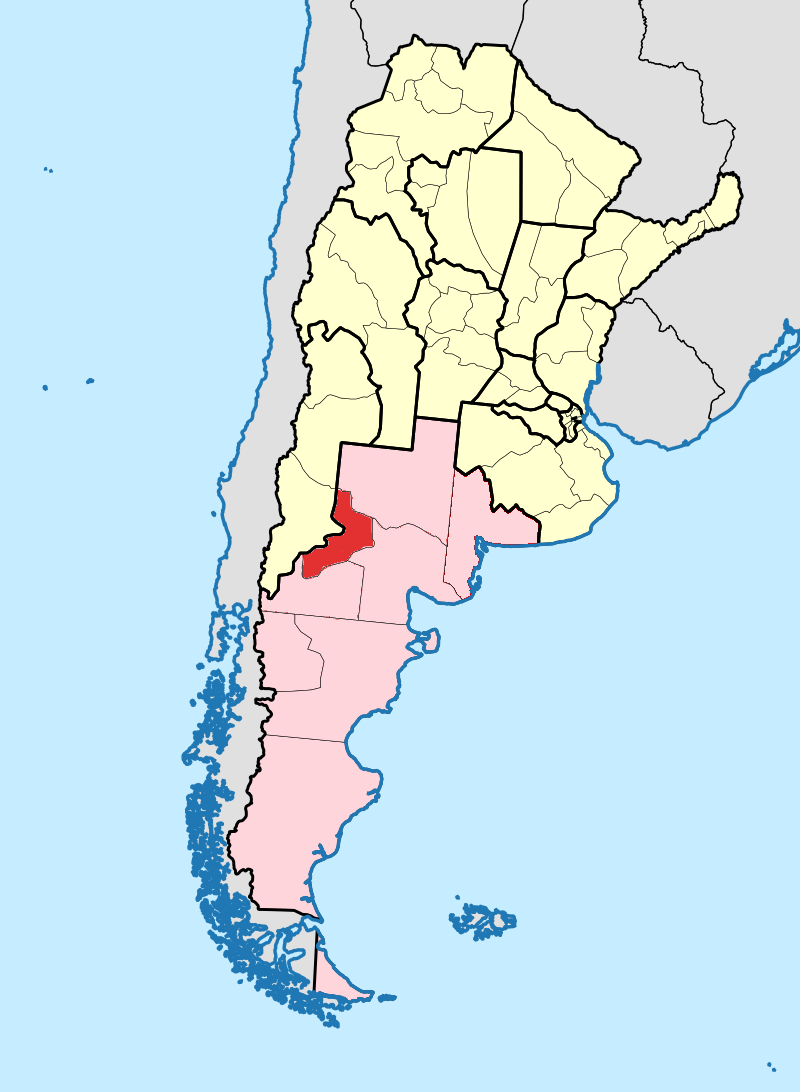
Het bisdom (rood) binnen de kerkprovincie Bahía Blanca

Het bisdom Alto Valle del Río Negro (Latijn: Dioecesis Rivi Nigri Vallensis Superioris) is een rooms-katholiek bisdom met als zetel General Roca (Río Negro) in Argentinië. Het bisdom is suffragaan aan het aartsbisdom Bahía Blanca. Het bisdom werd opgericht in 1993.
In 2020 telde het bisdom 19 parochies. Het bisdom heeft een oppervlakte van 37.130 km² en telde in 2020 377.000 inwoners waarvan 70% rooms-katholiek waren. 

## Bisschoppen
- Giuseppe Pietro Pozzi, S.D.B. (1993-2003)
- Néstor Hugo Navarro (2003-2010)
- Marcelo Alejandro Cuenca Revuelta (2010-2021)
- Alejandro Pablo Benna (2021-)

Bahía Blanca (aartsbisdom) · Alto Valle del Río Negro · Comodoro Rivadavia · Esquel (territoriale prelatuur) · Río Gallegos · San Carlos de Bariloche · Santa Rosa · Viedma